# The Stand – Das letzte Gefecht (Roman)
The Stand – Das letzte Gefecht (engl. Originaltitel The Stand) ist ein Roman des US-amerikanischen Autors Stephen King aus dem Jahr 1978. Der Verlag ließ das Buch zunächst nur in einer gekürzten Version veröffentlichen, da man der Ansicht war, ein Buch mit über tausend Seiten lasse sich schlecht verkaufen. Erst als Stephen King einem größeren Kreis von Lesern bekannt wurde, veröffentlichte man 1990 die vollständige Ausgabe, welche etwa 400 Seiten länger ist als die gekürzte Erstveröffentlichung. Im Jahr 2016 erschien im Heyne Verlag außerdem eine ungekürzte Neufassung mit 1712 Seiten. Dies ist eines von Kings Büchern mit der größten Wortzahl.

## Handlung
Das Buch behandelt die Geschichte einer Pandemie. Obwohl die handelnden Personen sämtlich US-Amerikaner sind, wird im Buch erwähnt, dass die Auswirkungen des grassierenden Virus auch andere Kontinente betreffen.
Aus einem geheimen Militärlabor bricht ein mutiertes Grippevirus aus, das in einigen US-Bundesstaaten den Codenamen Projekt Blau erhalten hatte. Dieses Virus wurde als biologische Waffe in einer geheimen Einrichtung des Verteidigungsministeriums in der Mojave-Wüste entwickelt. Das Militär versucht erfolglos, die Ausbreitung des Virus zu verhindern. Das bei allen Infizierten tödliche Virus hat eine Ansteckungswahrscheinlichkeit von 99,4 Prozent und tötet somit fast die gesamte amerikanische Bevölkerung. Während die Krankheit sich verbreitet, erhält sie den Spitznamen Captain Trips.
Einige tausend Personen sind jedoch immun gegen das Virus und überleben die Grippewelle. In einer entvölkerten Welt mit Millionen verwesender Leichen auf den Straßen müssen sie sich ohne die Annehmlichkeiten der Zivilisation behaupten. So gibt es keinerlei Strom- oder Wasserversorgung. Durch die stark reduzierte Population sind jedoch Medikamente, (konservierte) Nahrung und auch Waffen sowie allerlei Equipment für jedermann im Überfluss vorhanden. Den Überlebenden erscheint in ihren Träumen eine alte, schwarze Frau, Mutter Abagail Freemantle, die in einem Haus nahe einem Maisfeld lebt. Einige folgen dem geheimnisvollen Ruf der alten Frau und ziehen nach Nebraska. Anderen Überlebenden erscheinen Visionen eines dunklen Mannes namens Randall Flagg. Sie ziehen nach Las Vegas, wo Flagg einen totalitären Staat errichtet. Die Männer und Frauen um Mutter Abagail reisen hingegen weiter nach Colorado und gründen dort die Freie Zone Boulder. Sie beginnen mit der Wiederherstellung der Elektrizitätsversorgung und richten einen medizinischen Dienst ein. Die Freie Zone soll so Keimzelle einer neuen Zivilisation werden.
Die von Randall Flagg geführten Truppen bauen eine schlagkräftige Militärmacht auf. Immer öfter zeigt sich Flagg als das personifizierte Böse, als Antichrist und Gesandter des Teufels. Er ist der Bringer der Apokalypse, der die Menschheit in das letzte Gefecht führen will.
Die Geschichte läuft unaufhörlich auf die alles entscheidende Konfrontation zwischen Gut und Böse hinaus. Doch obwohl die Menschen der Freien Zone Boulder das Gute im Menschen repräsentieren, sind auch sie nicht fehlerlos. Im Gegenzug sind auch die von Randall Flagg geleiteten Bösen nicht einzig und allein gewissenlose Schurken.
Die Freie Zone entsendet schließlich eine Gruppe von vier Boten, die nach Las Vegas gehen sollen. Mutter Abagail hatte ihnen dies als Gottes Auftrag für sie übermittelt. Stu, einer der vier Boten, erleidet unterwegs einen Unfall, bei dem er sich ein Bein bricht und zurückbleibt. Flagg lässt die anderen drei Boten gefangen nehmen und will sie zur Abschreckung für seine von Zweifel geplagten Anhänger hinrichten. Einer der Gefangenen provoziert ihn jedoch so, dass er ihn schon vorher töten lässt. Bei der Versammlung anlässlich der Hinrichtung kommt es zur Explosion einer Atombombe, die der einfältige „Mülleimermann“ seinem Herrn Randall Flagg bringen wollte.
Stu, der nach dem Unfall in der Wüste zurückblieb und einer der wenigen Überlebenden in der Nähe von Las Vegas ist, sieht die Pilzwolke am Horizont. Mit Hilfe eines Spions der Freien Zone, der Las Vegas noch rechtzeitig verlassen konnte, kehrt er in die Zone zurück und berichtet dort von seinen Erlebnissen.

## Personen
Stu (Stuart Richard) Redman ist ein ruhiger Mann aus Arnette, Texas. Er hält sich an der Tankstelle seines Freundes Bill Hapscomb auf, als der todkranke Charles Campion, der sich beim Ausbruch des Virus als Einziger aus dem militärischen Labor retten konnte, fiebernd und komatös mit seinem Auto die Zapfsäulen rammt. Stu und viele seiner Nachbarn werden vom Militär erst unter Quarantäne gestellt und dann mitgenommen, um nach einem Heilmittel gegen die Grippe zu forschen. Doch das Virus breitet sich zu schnell aus und wütet immer schneller unter der Erdbevölkerung. Stu ist außerdem der erste, bei dem eine Immunität gegen die ausgebrochene Supergrippe festgestellt wird, während seine Freunde und Nachbarn daran sterben.
Stu wird fast von einem Regierungsagenten getötet, kann diesen jedoch aufgrund dessen Angst vor der Grippe überwältigen und entkommen. Er wandert ein paar Tage durch Neu-England, bevor er erst Glen Bateman und dann Fran Goldsmith und Harold Lauder trifft. Die vier machen sich nach Westen auf und nehmen auf dem Weg dorthin in ihre Gruppe immer neue Überlebende auf, bis sie Boulder erreichen. Auf der Reise verliebt sich Stu in Fran und akzeptiert auch ihr ungeborenes Kind als sein eigenes. Diese Romanze führt jedoch zu Spannungen mit Harold Lauder, der ebenfalls in Fran verliebt ist. Als sie in Boulder eintreffen, erlangt Stu Autorität in der Freien Zone, indem er zum Sprecher des Komitees der Freien Zone und zum ersten Marshall wird. Nach einem Anschlag, der von Harold geplant worden war, wird Stu von Mutter Abagail darüber unterrichtet, dass er nach Westen aufbrechen und sich Randall Flagg stellen muss. Stu stimmt zu und führt Larry, Glen und Ralph nach Westen nach Las Vegas. Stu bricht sich jedoch in Utah das Bein und ist gezwungen, zurückzubleiben. Er wird krank, beobachtet jedoch aus der Ferne die endgültige Zerstörung von Las Vegas und wird schließlich von Tom Cullen gerettet, der ihn auch gesundpflegt. Stu und Tom wandern dann zurück nach Boulder, wo Stu Fran wieder trifft, die mittlerweile das erste immune Kind zur Welt gebracht hat. Stu und Fran verlassen später Boulder, um ihre eigene Familie in Maine zu gründen.
Nick Andros ist taubstumm und wird, kurz bevor die Grippe ausbricht, außerhalb von Shoyo, Arkansas überfallen. Er freundet sich mit dem Sheriff und seiner Frau an, muss jedoch mit ansehen, wie die beiden beim Ausbruch der Epidemie sterben. Nick stirbt fast an einer Infektion durch einen Streifschuss, erholt sich jedoch und macht sich dann auf den Weg nach Hemingford Home, Nebraska. Auf dem Weg trifft er Tom Cullen und später Ralph Brentner. Die beiden werden zu einer Art Familie für Nick. Nick führt die wachsende Gemeinschaft nach Nebraska, wo sie Mutter Abagail treffen, die sie dann nach Boulder führt.
Nick arbeitet im Komitee der Freien Zone mit, wo er zum führenden Kopf wird. Er ist es auch, der schließlich Tom Cullen rekrutiert, um im Westen zu spionieren. Nick wird bei Harolds Anschlag auf das Komitee getötet. Später erfährt der Leser, dass eigentlich Nick den Widerstand gegen Randall Flagg hätte anführen sollen.
Nicks Geist erscheint nach seinem Tod Tom Cullen. Er führt ihn nach Hause und zeigt ihm außerdem, wie er Stu pflegen muss.
Fran (Frances Rebecca) Goldsmith, eine Studentin der University of New Hampshire, ist zu Beginn des Buches schwanger. Es kommt deswegen zu einer schmerzvollen Auseinandersetzung mit ihrer Mutter und das Verhältnis zum Vater des Kindes, Jesse Rider, geht in die Brüche. Die Supergrippe rafft fast alle Menschen in Frans Heimatort dahin, so dass am Ende sie und Harold Lauder die einzigen Überlebenden sind. Die beiden schließen sich anderen Überlebenden an und machen sich auf den Weg nach Stovington, Vermont, in der Hoffnung, im dortigen Seuchenkontrollzentrum auf Vertreter der Behörden zu treffen. Später erfahren sie jedoch von Stuart Redman, dass auch im Kontrollzentrum niemand überlebt hat.
Die beiden machen sich mit Stu und Glen Bateman auf den Weg, finden das Zentrum jedoch genau so vor, wie Stuart Redman berichtet hat.
Anschließend macht sich die kleine Gruppe auf den Weg nach Westen zu Mutter Abagail. Auf dem Weg dorthin verlieben sich Stu und Fran, wovon der Leser in Frans Tagebuch erfährt. Auch Fran arbeitet im Komitee der Freien Zone mit und gibt dort die moralische Richtung vor. Die Beziehung von Fran und Stu macht Harold wütend, der jedoch beschließt, das ganze auf sich beruhen zu lassen. Fran bleibt jedoch Harold gegenüber argwöhnisch. Dieser Argwohn erweist sich als berechtigt, als Harold Frans Tagebücher liest und daraufhin Stu aus Eifersucht und Hass töten will.
Fran rettet den Großteil der Angehörigen des Komitees der Freien Zone, als sie eine Vorahnung bezüglich Harolds Bombe überkommt. Fran wird zwar bei der Explosion leicht verletzt, ihr Kind überlebt. Fran ist gegen Stus Reise in den Westen, akzeptiert jedoch seinen Entschluss, als sie begreift, dass dies Stus Mission ist. Später zieht Fran bei Lucy Swann ein und bringt einen Jungen zur Welt. Trotz der Freude über die Geburt ihres Kindes ist Fran am Boden zerstört, als das Baby die Supergrippe bekommt. Später bekommt Fran jedoch nahezu gleichzeitig die Nachricht, dass Stu in die Freie Zone zurückgekehrt ist und sich auch ihr Baby erholt hat. Gegen Ende des Buches hat sie immer mehr Heimweh nach ihrer geliebten Heimat Maine und ganz zum Schluss macht sich Fran mit ihrer kleinen Familie wieder auf den Weg nach Osten.
Randall Flagg ist ein Dämon, der in mehreren von Kings Werken auftaucht. Er ist eine Art Antichrist, der in Amerika eine Neugründung der Zivilisation nach der Supergrippe verhindern will. Flagg ist das personifizierte Böse, dem Mutter Abagail als das personifizierte Gute gegenübergestellt wird. Er schart eine Kultur des Bösen und der Technologie in Las Vegas um sich. Seine Erscheinungsform wechselt von menschlich über dämonisch immer wieder zu verschiedenen Tieren. Im Buch wird Flagg vom einfältigen Tom Cullen wie folgt beschrieben:
„Er sieht aus wie irgend jemand den du auf der Straße siehst, aber wenn er grinst fallen die Vögel tot von den Telefonleitungen. Wenn er dich auf eine bestimmte Art ansieht, schmerzt dir die Prostata und dein Urin brennt. Wohin er spuckt, wird das Gras gelb und stirbt ab. Er kommt von außerhalb der Zeit. Er kennt sich selbst nicht.“
Flagg verfügt neben anderen dämonischen Fähigkeiten über die Gabe, die Zukunft vorherzusehen. Als er jedoch seine Pläne nicht in die Tat umsetzen kann, verliert er im Lauf der Geschichte Stück für Stück seine dämonischen Kräfte. Er scheint am Ende des Romans getötet zu werden, als sich die Hand Gottes auf ihn legt und eine Atombombe zur Explosion bringt, die Las Vegas und damit auch Flaggs Anhängerschaft zerstört. Jedoch wird im Abspann des Buches berichtet, dass Flagg kurz vor der Explosion verschwand und auf einer unbekannten tropischen Insel wieder Gestalt annahm. Er wird dort von den Einheimischen verehrt und festigt seine Macht erneut. So beginnt der Kreislauf von neuem.
Abagail Freemantle ist eine 108 (in der Verfilmung 106) Jahre alte schwarze Frau aus Hemingford Home, Nebraska (es gibt ein reales Hemingford, aber dies kann aus verschiedenen Gründen nicht mit dem im Roman genannten Ort übereinstimmen). Die Frau verfügt über die Gabe des Zweiten Gesichtes, auch Shining genannt (welches in Kings gleichnamigen Roman erstmals auftritt) und steht in Verbindung zu Gott. Dieser verleiht ihr auch die Gabe der Heilenden Hände. Sie glaubt von ihm auserwählt zu sein, die Menschen nach der Epidemie wieder zusammenführen zu sollen.
Mutter Abagail ist die geistige Anführerin der Guten im letzten Gefecht, doch spielt sie diese Rolle nur etwa bis zur Hälfte des Romans. Im Glauben, gesündigt zu haben – sie empfand Stolz auf ihre Rolle als Anführerin – verschwindet sie für lange Zeit in der Wüste Colorados, um ihre Seele zu reinigen und Buße zu tun. Erst nach langer Abwesenheit kehrt sie nach Boulder, Colorado, dem Versammlungsort der Guten wieder zurück. Hier vermag sie es noch Stu und seinen wichtigsten Gefährten ihre neue Aufgabe zu vermitteln: Sie sollen nach Las Vegas gehen und gegen den Dunklen Mann kämpfen. In diesem Moment begreift sie ihre wahre Aufgabe, die nicht in der Anführung der Gruppe besteht, sondern darin begründet ist, dieser den richtigen Weg zu weisen. Kurz darauf stirbt sie.

## Verknüpfungen zu anderen Werken
- Randall Flagg ist die alte Nemesis von Roland Deschain, dem Revolvermann und Hauptfigur aus Stephen Kings Buchreihe Der Dunkle Turm. Bei genauer Betrachtung ist festzustellen, dass Randall Flagg ein Gestaltwandler ist und in mehreren Büchern von King vorkommt, z. B. im Roman Die Augen des Drachen. In der Buchreihe Der Dunkle Turm finden sich an mehreren Stellen Bezüge zu einer vom Captain-Trips-Virus entvölkerten Welt.
- Frannie liest einem Todkranken aus einem Buch von Bobby Anderson vor, der Hauptperson aus Das Monstrum.
- Stu und Tom fahren auf ihrem Weg nach Boulder mit einem Plymouth. An dem Autoschlüssel hängt eine Kunstlederhülle mit den Initialen A.C. Dies passt auf die Hauptfigur Arnold Cunningham aus Christine.
- Der Charakter Abagail Freemantle hat den gleichen Familiennamen wie der Protagonist des 2008 erschienenen Romans Wahn. Wie King selbst bestätigte, handelt es sich dabei um einen Urneffen von Mutter Abagail.
- Gegen Ende des Buches erwähnt Fran gegenüber Stu schöne Orte im Bundesstaat Maine, unter anderem Castle Rock, eine fiktive Kleinstadt, die in mehreren Büchern Kings erwähnt wird.
- Der Name Captain Trips für eine tödliche Grippe taucht bereits 1974 in Kings Kurzgeschichte Nächtliche Brandung auf.
- Abagail Freemantle spricht von ihrer hellseherischen Begabung, die ihre Großmutter den „Lampenschein Gottes“ oder das „Shining“ genannt hat. Dies kommt auch im Roman Shining vor.

## Verfilmungen
Das Buch wurde 1994 für das Fernsehen unter dem Titel Stephen Kings The Stand – Das letzte Gefecht als Miniserie mit 4 Episoden nach einem Drehbuch des Autors verfilmt.
Ein Remake als neunteilige Miniserie erschien im Dezember 2020 bei CBS, entwickelt und inszeniert von Josh Boone.

## Hörbuch
- Im Mai 2012 erschien bei Audible das ungekürzte Buch (gelesen von David Nathan).[2]